# Psyllaephagus secus
Psyllaephagus secus är en stekelart som beskrevs av Prinsloo 1981. Psyllaephagus secus ingår i släktet Psyllaephagus och familjen sköldlussteklar. Inga underarter finns listade i Catalogue of Life.